# Allan Hansen
Allan Hansen (sinh 21 tháng 4 năm 1956) là một cựu cầu thủ bóng đá Đan Mạch, người được biết đến là chơi cho câu lạc bộ Hamburger SV, nơi mà ông đã giành được chức vô địch Bundesliga và Cup châu Âu năm 1983. Trong sự nghiệp thi đấu quốc tế, ông đã có 16 lần khoác áo đội tuyển quốc gia Đan Mạch và ghi được 3 bàn thắng. Ông giành được danh hiệu cầu thủ xuất sắc nhất năm của Đan Mạch vào các năm 1977 và 1981.

## Danh hiệu

### Câu lạc bộ
- Bundesliga: 1982–83
- Cúp châu Âu: 1982–83

### Cá nhân
- Cầu thủ xuất sắc nhất Đan Mạch: 1977, 1981